# Номинатив
Номинатив (лат. nominare = именовати) је први падеж у српском језику и њиме се именује вршилац радње, носилац збивања, стања или особине. Одговара на питање Ко? или Шта?
Номинатив у реченици је:
- најчешће субјекат.
- део именског предиката
- уз неке глаголе (постати, звати се, остати, чинити се, бити и др.), номинатив служи и као допунски предикатив (Постао је доктор.)
- заједно са везницима као и него номинатив може бити прилошка одредба за начин (Одјекнуло је као бомба.)
- као придевна допуна (Добар као хлеб.)
- заједно са везником као може имати и службу прилошке одредбе за време (Још као дете није волео то да једе.)
- атрибут и апозиција кад год се односе на именицу у номинативу (Била је ту и Марија, Митрова жена, врло озбиљна особа.)